# Chandragadhi
Chandragadhi é uma cidade do Nepal.